# First Date
First Date – singel amerykańskiego rapera 50 Centa. Ogólnokrajowa premiera odbyła się 3 października podczas audycji w radiu KMEL. Natomiast został wydany 22 października 2012 roku w formie digital download. W utworze gościnnie udzielił się Too Short.
Do utworu powstał teledysk, którego autorem był Eif Rivera. Zdjęcia do klipu powstawały w dwóch miastach: Waszyngtonie oraz Los Angeles. Oprócz Curtisa Jacksona i Too Shorta, w wideo wystąpił także Tony Yayo – członek zespołu G-Unit. Premiera odbyła się 14 listopada 2012 roku na stronie internetowej radia Hot97.

## Lista utworów
Digital download
1. "First Date" (featuring Too Short) — 3:36

## Notowania
| Lista przebojów (2012) | Najwyższa pozycja | Źródło |
| Hot R&B/Hip-Hop Songs  | 48                | [ 3 ]  |
| ---------------------- | ----------------- | ------ |